# Sharphydrus
Sharphydrus es un género de coleópteros adéfagos de la familia Dytiscidae. 

## Especies
- Sharphydrus capensis	(Omer-Cooper, 1955)
- Sharphydrus coriaceus	(Régimbart, 1894)